# Alberto Leanizbarrutia
Alberto Leanizbarrutia Abaunza (Ellorio, 1 april 1963) is een Spaans voormalig wielrenner die jarenlang voor het Spaanse ONCE reed. Thans is hij ploegleider.

## Belangrijkste overwinningen
1987
- 5e rit Memorial Agostinho

1988
- Ronde van de Vendée

## Resultaten in voornaamste wedstrijden
| Jaar | Ronde van Italië | Ronde van Frankrijk | Ronde van Spanje |
| ---- | ---------------- | ------------------- | ---------------- |
| 1986 |                  |                     | 73e              |
| 1989 |                  |                     | 80e              |
| 1990 |                  |                     | 69e              |
| 1991 | 64e              | 39e                 | 44e              |
| 1992 |                  | opgave              |                  |
| 1993 |                  | opgave              | 66e              |
| 1994 |                  | 102e                | 82e              |
| 1995 | opgave           |                     | 43e              |
| 1996 |                  |                     | opgave           |
| 1997 |                  |                     | 37e              |
| 1998 |                  |                     | 55e              |

| Jaar | Milaan-San Remo | Ronde van Lombardije | Clásica San Sebastián |  | WK op de weg |
| ---- | --------------- | -------------------- | --------------------- |  | ------------ |
| 1986 |                 |                      |                       |  |              |
| 1989 |                 |                      |                       |  |              |
| 1990 |                 |                      | 29e                   |  | 22e          |
| 1991 |                 |                      | 65e                   |  |              |
| 1992 | 174e            |                      | 79e                   |  |              |
| 1993 |                 |                      |                       |  |              |
| 1994 |                 |                      |                       |  |              |
| 1995 |                 |                      |                       |  |              |
| 1996 |                 |                      | 84e                   |  |              |
| 1997 |                 | 54e                  |                       |  |              |
| 1998 |                 |                      |                       |  |              |